# Anne Andrieux
Anne Andrieux est une joueuse de volley-ball  française née le 21 avril 1979 à Lens, Pas-de-Calais. Elle mesure 1,88 m et jouait réceptionneuse-attaquante. Après dix saisons passées dans le club d'Albi, elle décide de mettre un terme à sa carrière en mai 2009.

## Clubs
| Club                  | Pays   | De        | À         |
| Volley Club Liévinois | France | 1992-1993 | 1992-1993 |
| --------------------- | ------ | --------- | --------- |
| Volley Club de Harnes | France | 1993-1994 | 1995-1996 |
| Clamart Volley-Ball   | France | 1996-1997 | 1998-1999 |
| USSP Albi Volley-Ball | France | 1999-2000 | 2008-2009 |

## Palmarès
- Médaille de bronze aux Jeux méditerranéens de 2001[1]